# Carinisphindus purpuricephalus
Carinisphindus purpuricephalus är en skalbaggsart som beskrevs av Mchugh och Lewis 2000. Carinisphindus purpuricephalus ingår i släktet Carinisphindus och familjen slemsvampbaggar. Inga underarter finns listade i Catalogue of Life.